# Abaris aenea
Abaris aenea es una especie de escarabajo del género Abaris, familia Carabidae. Fue descrita científicamente por Dejean en 1831.
Se distribuye por Panamá. La especie se mantiene activa durante los meses de mayo y julio.